# Stefano Sottile
Stefano Sottile (ur. 26 stycznia 1998) – włoski lekkoatleta specjalizujący się w skoku wzwyż, olimpijczyk (2021).
W 2015 został w Cali mistrzem świata juniorów młodszych.
Reprezentant Włoch w meczach międzypaństwowych juniorów i młodzieżowców.
Rekordy życiowe: stadion – 2,34 (10 sierpnia 2024, Paryż); hala – 2,31 (7 lutego 2025, Weinheim).

## Osiągnięcia
| Rok  | Impreza                                               | Miejsce   | Pozycja              | Wynik |
| ---- | ----------------------------------------------------- | --------- | -------------------- | ----- |
| 2014 | Kwalifikacje Europy do igrzysk olimpijskich młodzieży | Baku      | 5. miejsce           | 2,08  |
| 2014 | Igrzyska olimpijskie młodzieży                        | Nankin    | 6. miejsce (Finał B) | 2,02  |
| 2015 | Mistrzostwa świata juniorów młodszych                 | Cali      | 1. miejsce           | 2,20  |
| 2016 | Mistrzostwa świata juniorów                           | Bydgoszcz | el. – 18. miejsce    | 2,09  |
| 2017 | Mistrzostwa Europy juniorów                           | Grosseto  | el. – 20. miejsce    | 2,05  |
| 2019 | Młodzieżowe mistrzostwa Europy                        | Gävle     | 4. miejsce           | 2,20  |
| 2019 | Superliga drużynowych mistrzostw Europy               | Bydgoszcz | 3. miejsce           | 2,22  |
| 2019 | Mistrzostwa świata                                    | Doha      | el. – 16. miejsce    | 2,26  |
| 2021 | Igrzyska olimpijskie                                  | Tokio     | el. – 26. miejsce    | 2,17  |
| 2023 | Halowe mistrzostwa Europy                             | Stambuł   | el. – 17. miejsce    | 2,08  |
| 2023 | Mistrzostwa świata                                    | Budapeszt | el. – 26. miejsce    | 2,22  |
| 2024 | Mistrzostwa Europy                                    | Rzym      | 6. miejsce           | 2,22  |
| 2024 | Igrzyska olimpijskie                                  | Paryż     | 4. miejsce           | 2,34  |